# NGC 3186-1
NGC 3186-1 (другие обозначения — MCG 1-26-28, ZWG 36.74, NPM1G +07.0216, PGC 29963) — галактика в созвездии Льва. Открыта Альбертом Мартом в 1865 году.
Этот объект входит в число перечисленных в оригинальной редакции «Нового общего каталога».

## Варианты идентификации
На координатах, которые указал Март при открытии, никакого объекта не наблюдается. Необычно также и то, что у других объектов, открытых в ту же ночь, Март указал координаты правильно. Есть два основных варианта, какую галактику рядом с этими координатами наблюдал Март, оба не слишком убедительные.

### PGC 30058
Это линзовидная галактика, которая относится к сейфертовским; вблизи неё на небе есть более тусклая галактика, также линзовидная, PGC 1311290, с которой они, возможно, взаимодействовали.

### PGC 29963
Это также линзовидная галактика. Рядом с ней на небе располагается две галактики, которые могут быть её спутниками: PGC 1310913 и J101552.6+065726.